# Castelo de Ivrea
O Castelo de Ivrea (em italiano:  Castello di Ivrea) é um castelo localizado na cidade de Ivrea na Itália.

## História
A construção do castelo foi iniciada por Amadeu VI de Saboia em 1358. A construção foi concluída entre 1393 e 1395.
Em 1676, a torre noroeste, que servia como depósito de pólvora, foi atingida por um raio. A explosão resultante causou 51 mortos, 187 casas danificadas e o colapso da própria torre. A torre nunca foi reconstruída até sua altura original.

## Descrição
O castelo tem uma planta quadrangular, com torres cilíndricas nos quatro cantos.

## Galeria

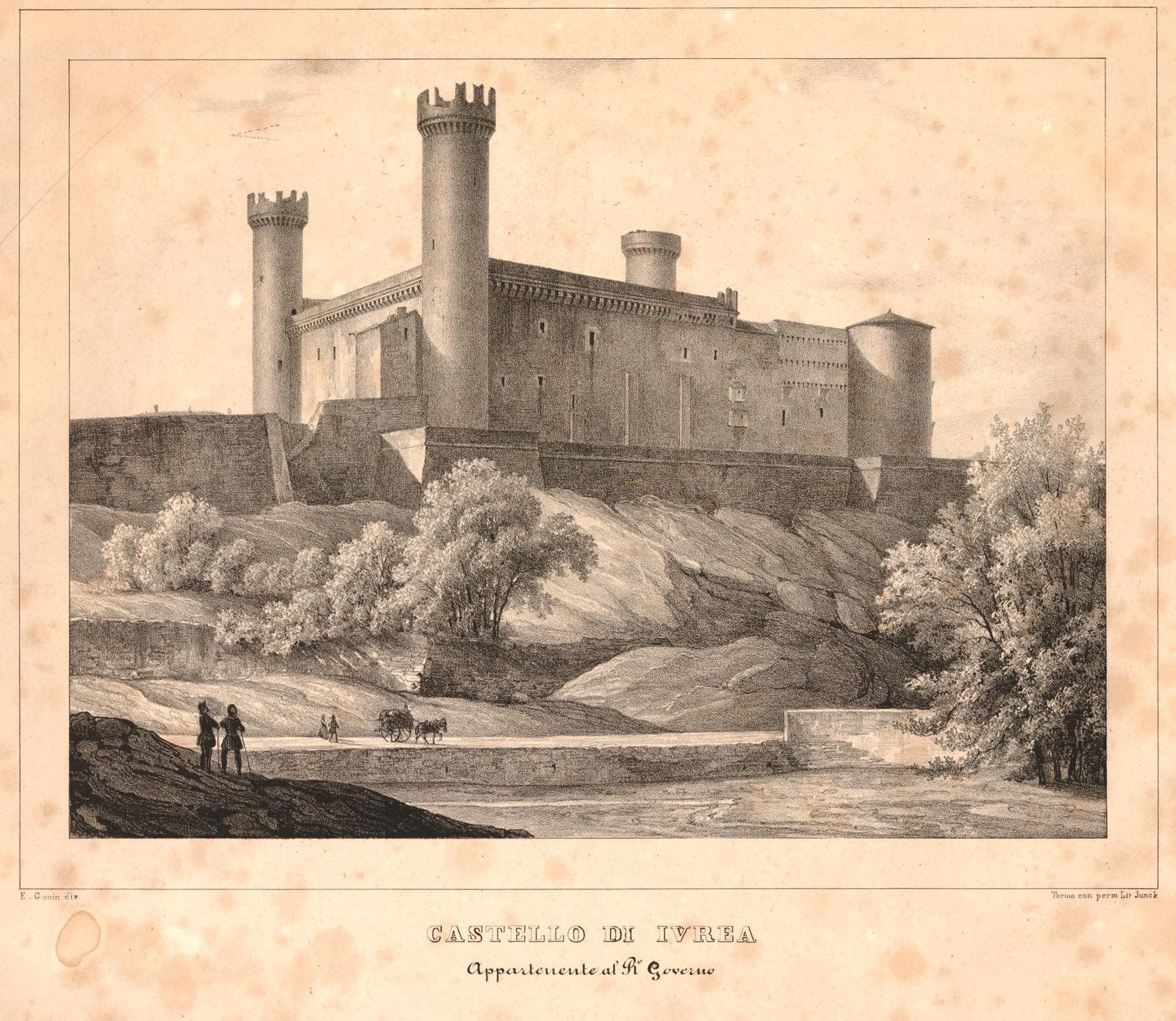
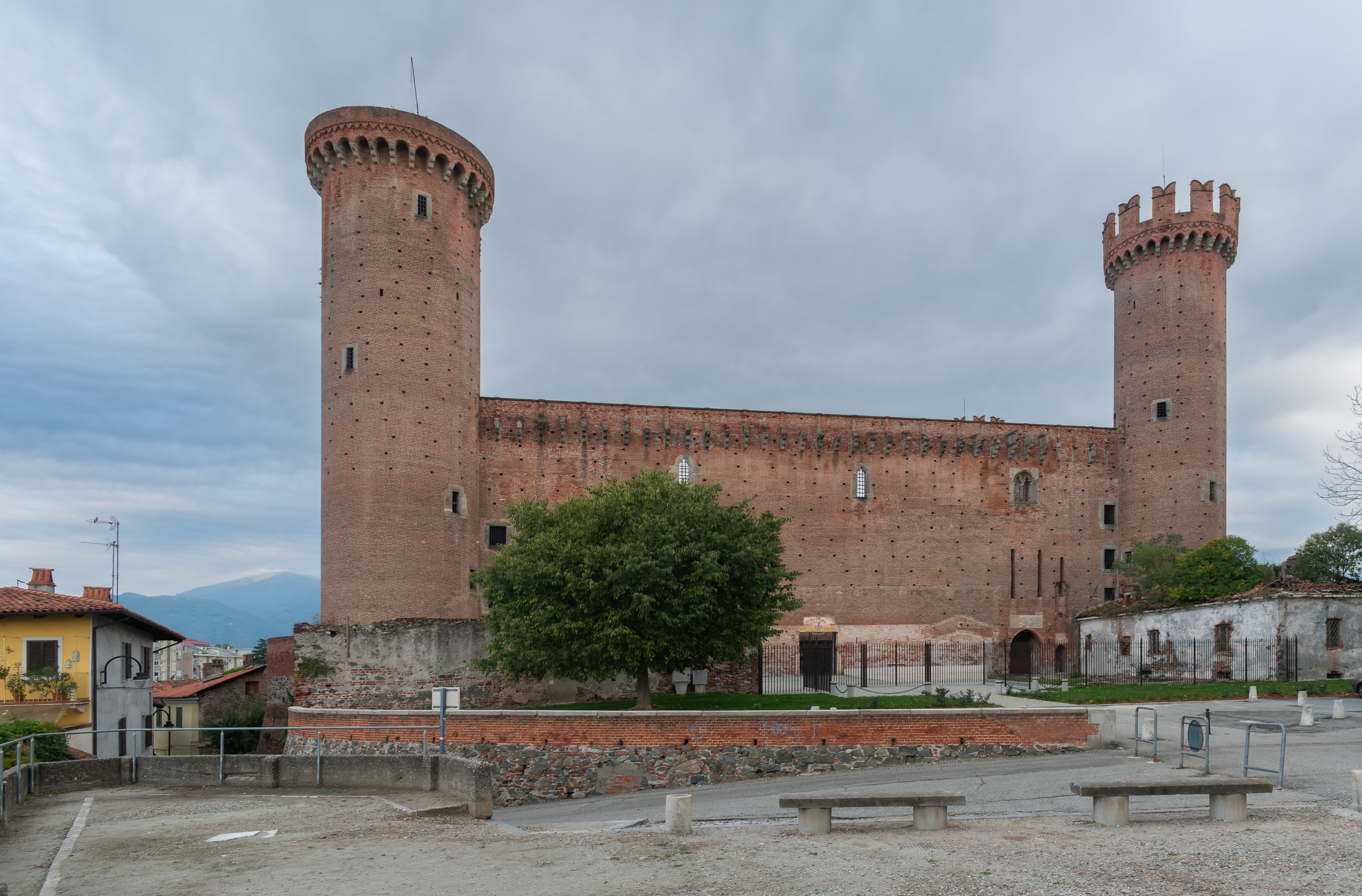
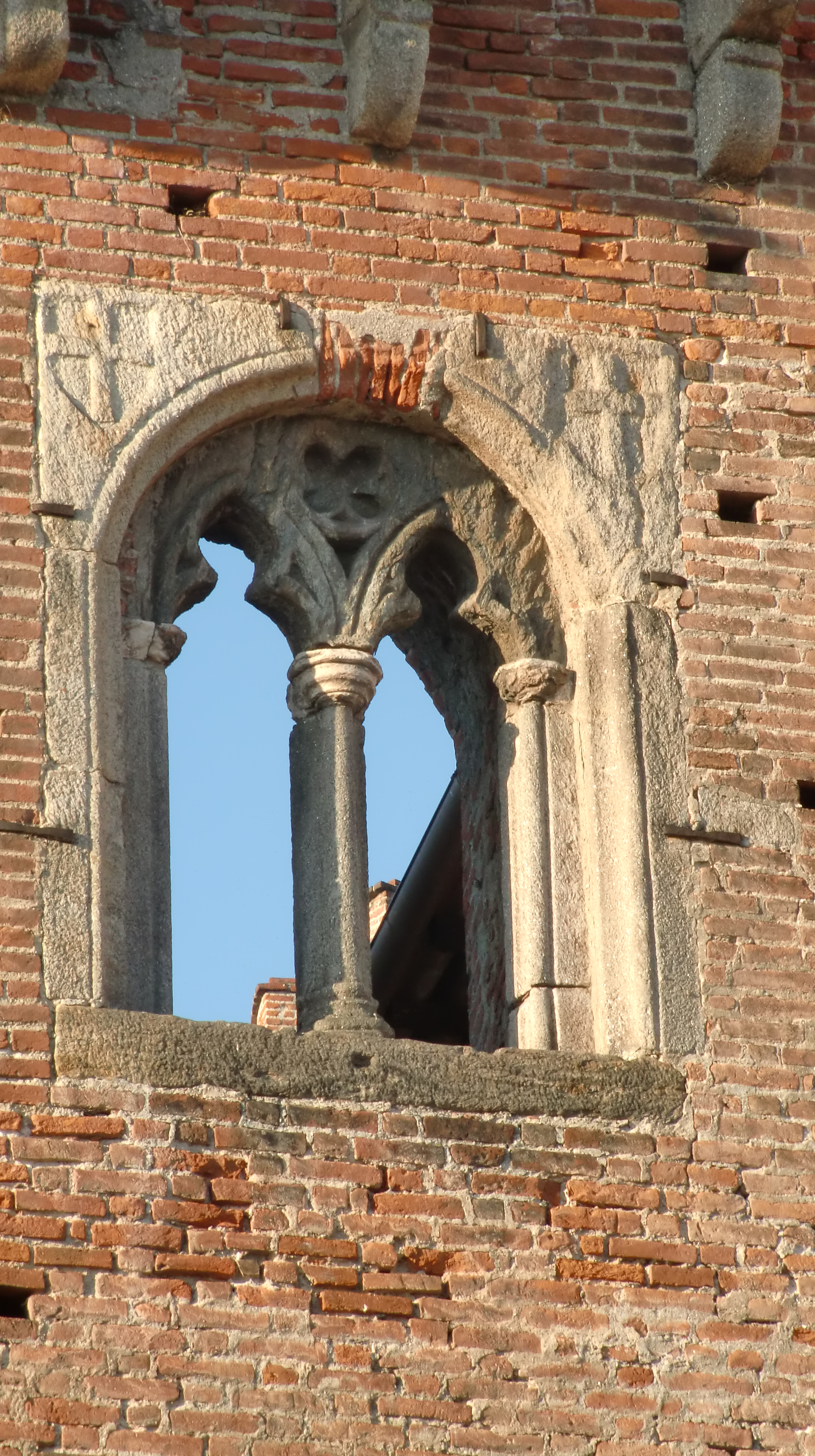